# Knut Bäck
Knut Bäck, född 22 april 1868 i Stockholm och död 27 oktober 1953 i Göteborg, var en svensk pianopedagog och tonsättare.
Bäck var elev till Richard Andersson, Emil Sjögren, Johan Lindegren, Andreas Hallén samt H. Barth och Max Bruch. Han var från 1896 pianolärare i Göteborg. Som tonsättare framträdde han med pianostycken och sånger.